# Milestone (project management)
Milestone è un termine inglese che letteralmente significa pietra miliare. Nella forma inglese, il termine viene utilizzato soprattutto in discipline tecniche come ingegneria del software o project management.
Indica importanti traguardi intermedi nello svolgimento del progetto. Molto spesso sono rappresentate da eventi, cioè da attività con durata zero o di un giorno, e vengono evidenziate in maniera diversa dalle altre attività nell'ambito dei documenti di progetto. Esempi di milestone sono: la fine dei collaudi di un impianto, la firma di un contratto, il varo di una nave, la fine delle opere di muratura di un edificio, eccetera.

## Utilizzo del termine

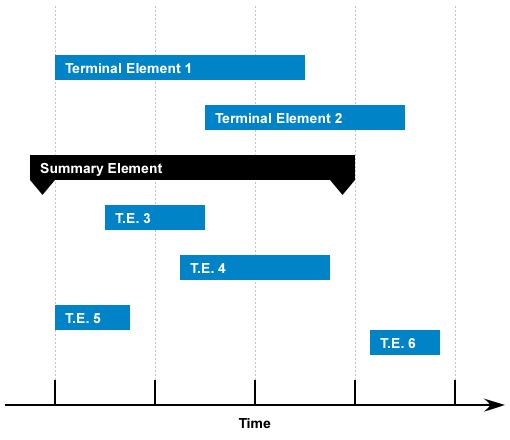
Esempio di milestone dichiarate tramite diagramma di Gantt

Il termine milestone viene tipicamente utilizzato nella pianificazione e gestione di progetti complessi per indicare il raggiungimento di obiettivi stabiliti in fase di definizione del progetto stesso.
Nei casi di progetti regolati da standard di qualità il raggiungimento delle milestone viene decretato tramite documenti ufficiali redatti dai vari attori del progetto e monitorato tramite metriche attraverso le quali risulta possibile fornire una stima della bontà del progetto e del suo stato di avanzamento. 
Il termine milestone può anche essere usato per indicare un progetto "pietra miliare" svolto da un'azienda, quindi qualcosa di molto importante che rimarrà nella sua storia.  

## Rappresentazione grafica
Esistono pure strumenti grafici per rappresentare le milestone di un progetto: ad esempio il diagramma di Gantt.
Il Gantt viene dedotto da una work breakdown structure (WBS) che scompone su tre livelli le fasi di un processo fino alle attività elementari, anche dette work action. Il Gantt può essere fatto per ogni livello dell'albero WBS: al massimo dettaglio, riguarda le attività elementari.
Per ogni fase/attività, riporta una data attesa di conclusione, una data al più presto e una al più tardi, che sono una deviazione standard non necessariamente simmetrica della data attesa.
Sulla base di questo Gantt è possibile redigere il PERT, grafo che riporta numero dell'attività, durata attesa, al più presto e al più tardi, calcolate per differenza rispetto all'attività consecutiva.
Questi grafici, detti cammini di Eulero, vengono ottimizzati nel rispetto dei vincoli di precedenza fra attività, con la funzione obiettivo di minimizzare la durata dell'intero processo, che si ottiene mettendo in parallelo il maggior numero possibile di attività, oltre ad un bilanciamento delle durate attese assegnate a ciascuna. Esistono sia algoritmi esatti e teoremi sui grafi scoperti da Eulero, che algoritmi euristici (approssimati) per queste ottimizzazioni.